# Arquebisbat de La Plata
L'arquebisbat de La Plata (espanyol: Arquidiócesis de La Plata, llatí: Archidioecesis Platensis) és una seu metropolitana de l'Església Catòlica a l'Argentina. L'any 2013 tenia 862.000 batejats sobre una població de 935.000 habitants. Actualment està regida per l'arquebisbe Gabriel Antonio Mestre. La diòcesi comprèn 5 districtes de la província de Buenos Aires: Berisso, Ensenada, La Plata, Magdalena i Punta Indio. La seu episcopal és la ciutat de La Plata, on es troba la catedral de la Immaculada Concepció. El territori s'estén sobre 4.652  km², i està dividit en 72 parròquies.

## Història
La diòcesi de La Plata fou erigida amb la butlla In Petri Cathedra del Papa Lleó XIII, prenent el territori de l'arquebisbat de Buenos Aires, del que originàriament era sufragània.
El seminari diocesà, dedicat a Sant Josep, va ser instituït el 10 de gener de 1922.
El 20 d'abril de 1934 cedí parts del seu territori per tal que s'erigissin els bisbats d'bisbat d'Azul, de Bahía Blanca (avui arquebisbat) i de Mercedes (avui arquebisbat de Mercedes-Luján); i contextualment va ser promoguda al rang d'arxidiòcesi metropolitana mitjançant la butlla Nobilis Argentinae nationis del Papa Pius XI.
Posteriorment, ha cedit noves porcions de territori per tal que s'erigissin noves diòcesis:
- el 3 de març de 1947 per tal que s'erigís el bisbat de San Nicolás de los Arroyos;
- l'11 de febrer de 1957 per tal que s'erigissin el bisbat de Lomas de Zamora, de Mar del Plata, de Morón i de San Isidro;
- el 10 d'abril de 1961 per tal que s'erigís el bisbat d'Avellaneda (avui bisbat d'Avellaneda-Lanús);
- el 19 de juny de 1976 per tal que s'erigís el bisbat de Quilmes;
- el 27 de març de 1980 per tal que s'erigís el bisbat de Chascomús.

## Episcopologi
- Mariano Antonio Espinosa † (8 de febrer de 1898 - 24 d'agost de 1900 nomenat arquebisbe de Buenos Aires)
- Juan Nepomuceno Terrero y Escalada † (7 de desembre de 1900 - 10 de gener de 1921 mort)
- Francisco Alberti † (13 de juliol de 1921 - 27 de juny de 1938 mort)
- Juan Pascual Chimento † (16 d'octubre de 1938 - 25 de desembre de 1946 mort)
- Tomás Juan Carlos Solari † (20 de setembre de 1948 - 13 de maig de 1954 mort)
- Antonio José Plaza † (14 de novembre de 1955 - 18 de desembre de 1985 jubilat)
- Antonio Quarracino † (18 de desembre de 1985 - 10 de juliol de 1990 nomenat arquebisbe de Buenos Aires)
- Carlos Walter Galán Barry † (8 de maig de 1991 - 12 de juny de 2000 jubilat)
- Héctor Rubén Aguer, 12 de juny de 2000 - 2 de juny de 2018 ritirato)
- Víctor Manuel Fernández (2 de juny de 2018 - 1 de juliol de 2023 nomenat prefecte del Dicasteri per a la Doctrina de la Fe)
- Gabriel Antonio Mestre, des del 28 de juliol de 2023

## Demografia
A finals del 2013, la diòcesi tenia 862.000 batejats sobre una població de 935.000 persones, equivalent al 92,2% del total.
| any  | població  | població  | població | sacerdots | sacerdots       | sacerdots       | sacerdots             | diaques | religiosos | religiosos | parròquies |
| ---- | --------- | --------- | -------- | --------- | --------------- | --------------- | --------------------- | ------- | ---------- | ---------- | ---------- |
| any  | batejats  | total     | %        | total     | clergat secular | clergat regular | batejats por sacerdot | diaques | homes      | dones      |            |
| 1950 | 2.740.000 | 3.500.000 | 78,3     | 692       | 317             | 375             | 3.959                 |         | 624        | 2.503      | 167        |
| 1966 | 670.000   | 700.000   | 95,7     | 191       | 118             | 73              | 3.507                 |         | 117        | 595        | 64         |
| 1970 | 730.000   | 770.000   | 94,8     | 198       | 120             | 78              | 3.686                 |         | 112        | 600        | 69         |
| 1976 | 750.000   | 800.000   | 93,8     | 185       | 115             | 70              | 4.054                 | 1       | 86         | 550        | 56         |
| 1980 | 793.000   | 843.000   | 94,1     | 187       | 117             | 70              | 4.240                 | 5       | 101        | 550        | 72         |
| 1990 | 642.550   | 755.940   | 85,0     | 152       | 105             | 47              | 4.227                 | 6       | 61         | 435        | 64         |
| 1999 | 709.000   | 836.000   | 84,8     | 134       | 95              | 39              | 5.291                 | 5       | 54         | 356        | 66         |
| 2000 | 716.000   | 845.000   | 84,7     | 134       | 92              | 42              | 5.343                 | 5       | 57         | 362        | 66         |
| 2001 | 648.647   | 763.115   | 85,0     | 142       | 94              | 48              | 4.567                 | 5       | 120        | 356        | 64         |
| 2002 | 617.596   | 726.583   | 85,0     | 140       | 96              | 44              | 4.411                 | 5       | 114        | 373        | 65         |
| 2003 | 637.500   | 750.000   | 85,0     | 157       | 106             | 51              | 4.060                 | 5       | 120        | 373        | 65         |
| 2004 | 637.500   | 750.000   | 85,0     | 157       | 106             | 51              | 4.060                 | 5       | 127        | 375        | 65         |
| 2013 | 862.000   | 935.000   | 92,2     | 156       | 122             | 34              | 5.525                 | 4       | 59         | 322        | 72         |